# Leptastacus laticaudatus
Leptastacus laticaudatus är en kräftdjursart som beskrevs av Nicholls 1935. Leptastacus laticaudatus ingår i släktet Leptastacus och familjen Leptastacidae. Arten är reproducerande i Sverige. Utöver nominatformen finns också underarten L. l. laticaudatus.